# EHC Bayreuth
Der EHC Bayreuth, offiziell EHC Bayreuth – Die Tigers e. V., ist ein Eishockey-Verein im oberfränkischen Bayreuth. Die erste Herrenmannschaft spielt seit 2023 erneut in der drittklassigen Oberliga Süd und ist seit 2017/18 in die Bayreuth Tigers Eishockey GmbH ausgelagert.
Der EHC wurde 2006 gegründet und gilt als Nachfolgeverein des ESV Bayreuth, welcher 1994 gegründet wurde und bis 2005 in der Oberliga spielte. Dessen Vorgängerverein war der SV Bayreuth, der am Spielbetrieb der 1. Bundesliga teilnahm. In der Saison 2012/2013 konnte der Verein nach 1980 und 1997 zum dritten Mal den Gewinn der Bayerischen Meisterschaft feiern.

## Geschichte

### VfB Bayreuth (1956 bis 1963)
Beim VfB Bayreuth wurde seit 1956 unter der Leitung von Kurt Loydl Eishockey gespielt. Gespielt wurde auf einer Natureisfläche, die neben dem vereinseigenen Sportgelände an der Prellmühle eingerichtet wurde. Die Mannschaft spielte in der Bezirksliga und 1960/61 in der Oberfrankenliga. Der Verein plante 1961 den Bau eines Kunsteisstadions am gleichen Platz, der Plan scheiterte aber an der mangelnden Unterstützung der Stadt. Die Eishockey-Abteilung löste sich in der Folge im Jahr 1963 auf. Der Hauptverein ging 1969 im BSV Bayreuth 1898 auf.

### SV Bayreuth bis 1993/94

SV Bayreuth – Eishockey

Schlittschuhverein Bayreuth

In der Saison 1949/50 wurde auf dem Platz der Schwimmschule Bayreuth ein Natureisplatz eingerichtet, auf dem von der Eishockeymannschaft des Schwimmvereins Bayreuth (SV Bayreuth) erstmals seit 1935 wieder ein Eishockeyspiel in Bayreuth ausgetragen wurde (Gegner: Nürnberger HTC Endstand 0:8).
Der Verein war bereits 1950 mit seiner Eishockeymannschaft Mitglied im Bayerischen Eissportverband.
Im höherklassigen Ligeneishockey tauchte die Eishockeyabteilung des SVB, die Meister der Eishockey-Bayernliga 1979/80 wurde, in der Saison 1980/81 erstmals in der viertklassigen Regionalliga auf, bevor sie ab 1983/84 an der 2. Eishockey-Bundesliga teilnahm. In der Saison 1984/85 gelang der Aufstieg in die Bundesliga. Nach einem Jahr in der obersten Liga stieg die Mannschaft wieder ab und spielte 1986/87 wieder in der 2. Eishockey-Bundesliga. Nachdem die Kosten für die Eishockeyabteilung dem Schwimmverein Bayreuth und damit das Risiko zu groß geworden waren, wurde die Abteilung zur Saison 1988/89 als Schlittschuhverein Bayreuth ein eigener Verein.
| Saisonbilanzen 1976 bis 1994 | Saisonbilanzen 1976 bis 1994 | Saisonbilanzen 1976 bis 1994 | Saisonbilanzen 1976 bis 1994 | Saisonbilanzen 1976 bis 1994 | Saisonbilanzen 1976 bis 1994 | Saisonbilanzen 1976 bis 1994 | Saisonbilanzen 1976 bis 1994 | Saisonbilanzen 1976 bis 1994 | Saisonbilanzen 1976 bis 1994 |
| Saison                       | Verein                       | Liga                         | Klasse                       | Gruppe                       | Platzierung                  | PO                           | PD                           | Endplatzierung               | Zuschauerschnitt             |
| ---------------------------- | ---------------------------- | ---------------------------- | ---------------------------- | ---------------------------- | ---------------------------- | ---------------------------- | ---------------------------- | ---------------------------- | ---------------------------- |
| 1976/77                      | SV                           | Landesliga                   | V I                          | Nord                         | Vizemeister                  | BLL                          |                              | 4. Gruppe 1                  | 489                          |
| 1977/78                      | SV                           | Landesliga                   | V I                          | Nord                         | Meister                      | BLL                          |                              | 6. Platz ↑                   | 266                          |
| 1978/79                      | SV                           | Bayernliga                   | V                            | –                            |                              |                              |                              | 4. Platz                     | 1242                         |
| 1979/80                      | SV                           | Bayernliga                   | V                            | –                            | Bayer. Meister               | RL                           |                              | 1. Platz ↑                   | 1741                         |
| 1980/81                      | SV                           | Regionalliga                 | I V                          | Süd                          | Meister                      | RL                           |                              | RL-Meister ↑'                | 2563                         |
| 1981/82                      | SV                           | Oberliga                     | I I I                        | Süd                          | 7. Platz                     |                              |                              | –                            | 2.607                        |
| 1982/83                      | SV                           | Oberliga                     | I I I                        | Süd                          | Meister                      | OL                           |                              | OL-Meister ↑                 | 2497                         |
| 1983/84                      | SV                           | 2. Bundesliga                | I I                          | Süd                          | Meister                      | 2. BL                        |                              | Vizemeister                  | 2792                         |
| 1984/85                      | SV                           | 2. Bundesliga                | I I                          | Süd                          | Meister                      | BL                           |                              | 2. Platz ↑                   | 2577                         |
| 1985/86                      | SV                           | Bundesliga                   | I                            | –                            | 10. Platz                    |                              | X                            | 6. Platz ↓                   | 2179                         |
| 1986/87                      | SV                           | 2. Bundesliga                | I I                          | Süd                          | 3. Platz                     | BL                           |                              | 4. Platz                     | 2289                         |
| 1987/88                      | SV                           | 2. Bundesliga                | I I                          | Süd                          | 4. Platz                     | BL                           |                              | 4. Platz                     | 2423                         |
| 1988/89                      | SV                           | 2. Bundesliga                | I I                          | Süd                          | Meister                      | BL                           |                              | 3. Platz                     | 2451                         |
| 1989/90                      | SV                           | 2. Bundesliga                | I I                          | Süd                          | Meister                      | BL                           |                              | 4. Platz                     | 2318                         |
| 1990/91                      | SV                           | 2. Bundesliga                | I I                          | Süd                          | Vizemeister                  | 2. BL                        |                              | 9. Platz                     | 1.986                        |
| 1991/92                      | SV                           | 2. Bundesliga                | I I                          | Süd                          | 5. Platz                     | 2. BL                        |                              | 5. Platz                     | 2305                         |
| 1992/93                      | SV                           | 2. Bundesliga                | I I                          | –                            | 8. Platz                     | X                            |                              | Viertelfinale                | 2481                         |
| 1993/94                      | SV                           | 2. Bundesliga                | I I                          | –                            |                              |                              |                              | Rückzug ↓                    | 1773                         |

Quellen: passionhockey.com,  rodi-db.de, eishockey-online.com

### ESV Bayreuth 1994/95 bis 2005/06
Im Sommer 1994 musste der SV Bayreuth den Spielbetrieb in der 2. Bundesliga einstellen. Als Nachfolger wurde der ESV Bayreuth gegründet und begann in der untersten Liga des Bayerischen Eissportverbandes, der Bezirksliga Bayern. 1997 erreichte der ESV durch die Meisterschaft in der Bayernliga wieder die drittklassige 2. Liga. In der Saison 2001/02 wurde versucht, die Oberligamannschaft in eine GmbH auszulagern, was aber zu einem finanziellen Desaster wurde, so dass ab 2002/03 wieder der ESV Bayreuth den Spielbetrieb fortführte. In der Saison 2002/03 hatte der ESV Bayreuth selbst ein Insolvenzverfahren zu überstehen.
Nachdem bereits zur Saison 2004/05 die Oberliga-Lizenz gewährt worden war, wurde die Lizenzerteilung zur Spielzeit 2005/06 erst im letzten Moment erreicht. Als am 29. November 2005 der Vorstand des Vereins den Antrag auf Eröffnung eines vorläufigen Insolvenzverfahrens stellen musste, wurde zum Jahresende der Spielbetrieb der Oberligamannschaft durch den vom Amtsgericht Bayreuth eingesetzten vorläufigen Insolvenzverwalter eingestellt. Der Spielbetrieb der Nachwuchsmannschaften wurde durch die finanzielle Überstützung von Privatleuten bis zum Saisonende fortgeführt, so dass bei Übernahme der Mannschaften durch einen anderen Verein die Einteilung in Spielklassen erhalten blieb.
| Saisonbilanzen 1994 bis 2006 | Saisonbilanzen 1994 bis 2006 | Saisonbilanzen 1994 bis 2006 | Saisonbilanzen 1994 bis 2006 | Saisonbilanzen 1994 bis 2006 | Saisonbilanzen 1994 bis 2006 | Saisonbilanzen 1994 bis 2006 | Saisonbilanzen 1994 bis 2006 | Saisonbilanzen 1994 bis 2006 | Saisonbilanzen 1994 bis 2006 |
| Saison                       | Verein                       | Liga                         | Klasse                       | Gruppe                       | Platzierung                  | PO                           | PD                           | Endplatzierung               | Zuschauer                    |
| ---------------------------- | ---------------------------- | ---------------------------- | ---------------------------- | ---------------------------- | ---------------------------- | ---------------------------- | ---------------------------- | ---------------------------- | ---------------------------- |
| 1994/95                      | ESV                          | Bezirksliga                  | V I                          | Nord                         | Meister'                     | BBzL                         |                              | Meister ↑                    | 645                          |
| 1995/96                      | ESV                          | Landesliga                   | V                            | Nord                         | Meister                      | BLL                          | Meister ↑                    | 730                          |                              |
| 1996/97                      | ESV                          | Regionalliga                 | I V                          | BYL                          | Bayer. Meister               | 2. Liga                      |                              | 1. Platz ↑                   | 1275                         |
| 1997/98                      | ESV                          | 2. Liga                      | I I I                        | –                            | 7. Platz                     | 1. Liga                      |                              | 7. Gruppe B                  | 1535                         |
| 1998/99                      | ESV                          | 1. Liga                      | I I I                        | –                            | 12. Platz                    |                              | X                            | 3. Gruppe 1                  | 1.474                        |
| 1999/00                      | ESV                          | Oberliga                     | I I I                        | Süd                          | 5. Platz                     |                              | X                            | 4. Platz                     | 1775                         |
| 2000/01                      | ESV                          | Oberliga                     | I I I                        | Süd                          | 10. Platz                    |                              | X                            | Viertelfinale                | 1.673                        |
| 2001/02                      | ESV                          | Oberliga                     | I I I                        | –                            | 11. Platz                    |                              | X                            | 3. Platz                     | 1719                         |
| 2002/03                      | ESV                          | Oberliga                     | I I I                        | Süd/Ost                      | 6. Platz                     |                              | X                            | 1. Platz                     | 1.427                        |
| 2003/04                      | ESV                          | Oberliga                     | I I I                        | Süd/Ost                      | 6. Platz ↑                   |                              | X                            | 3. Platz                     | 1.622                        |
| 2004/05                      | ESV                          | Oberliga                     | I I I                        | Nord                         | 8. Platz                     |                              | X                            | 3. Platz                     | 941                          |
| 2005/06                      | ESV                          | Oberliga                     | I I I                        | –                            | 19. Platz                    |                              | X                            | Rückzug ↓                    | 824                          |

Quellen: passionhockey.com, eishockey-online.com, Auf-/Abstieg ↑ ↓

### EHC Bayreuth ab 2006
Um zumindest für die Nachwuchsmannschaften den Spielbetrieb fortsetzen zu können, wurde der neue Verein EHC Bayreuth „Die Tigers“ e. V. im Frühjahr 2006 gegründet, der fristgerecht auch eine Seniorenmannschaft zum Spielbetrieb melden konnte. In der Saison 2006/07 wurden die Tigers Meister der Bezirksliga Nord und stiegen damit in die fünftklassige Landesliga auf. Nach den Spielzeiten 1994/95, 2007/08 konnte 2009 der Bayernkrug-Pokal zum dritten Mal gewonnen werden. Bereits in der Saison 2008/09 gelang der erneute Aufstieg in die Bayernliga, in der die Tigers auf Anhieb in die Zwischenrunde einziehen konnten. Als Bayernligameister konnte sich die erste Mannschaft in dieser Saison sportlich für die Oberliga 2013/14 qualifizieren. Zur Saison 2016/17 stieg der EHC in die DEL2 auf und lagerte die erste Mannschaft ab der Saison 2017/18 in die Bayreuth Tigers Eishockey GmbH aus.
In den Play-downs der Saison 2022/23 sicherten sich die Tigers den sportlichen Klassenerhalt. Zwei Monate später wurde der GmbH die DEL2-Lizenz verweigert, da die geforderte wirtschaftliche Leistungsfähigkeit nicht nachgewiesen wurde. Anschließend focht man die Entscheidung vor dem Schiedsgericht an, zog die Klage jedoch zurück. In der Folge bewarb sich der Club erfolgreich um die Aufnahme in die Oberliga Süd. Im Januar 2024, noch während der laufenden Saison, stellte die GmbH einen Insolvenzvertrag.
| Saisonbilanzen ab 2006 | Saisonbilanzen ab 2006 | Saisonbilanzen ab 2006 | Saisonbilanzen ab 2006 | Saisonbilanzen ab 2006 | Saisonbilanzen ab 2006 | Saisonbilanzen ab 2006 | Saisonbilanzen ab 2006 | Saisonbilanzen ab 2006 | Saisonbilanzen ab 2006 |
| Saison                 | Verein                 | Liga                   | Klasse                 | Gruppe                 | Platzierung            | PO                     | PD                     | Endplatzierung         | Zuschauerschnitt       |
| ---------------------- | ---------------------- | ---------------------- | ---------------------- | ---------------------- | ---------------------- | ---------------------- | ---------------------- | ---------------------- | ---------------------- |
| 2022/23                | EHC                    | DEL2                   | I I                    | –                      | 14. Platz              |                        | X                      | 2. Runde Klassenerhalt |                        |
| 2021/22                | EHC                    | DEL2                   | I I                    | –                      | 11. Platz              |                        | X                      | 1. Runde Klassenerhalt | 787                    |
| 2020/21                | EHC                    | DEL2                   | I I                    | –                      | 14. Platz              |                        | X                      | entfällt               | –                      |
| 2019/20                | EHC                    | DEL2                   | I I                    | –                      | 12. Platz              |                        | X                      | entfällt               | 1.770                  |
| 2018/19                | EHC                    | DEL2                   | I I                    | –                      | 11. Platz              |                        | X                      | 1. Runde Klassenerhalt | 1633                   |
| 2017/18                | EHC                    | DEL2                   | I I                    | –                      | 14. Platz              |                        | X                      | 2. Runde Klassenerhalt | 1616                   |
| 2016/17                | EHC                    | DEL2                   | I I                    | –                      | 8. Platz               | X                      |                        | Viertelfinale          | 2052                   |
| 2015/16                | EHC                    | Oberliga               | I I I                  | Süd                    | Vizemeister            | OL                     |                        | Vizemeister ↑          | 2.144                  |
| 2014/15                | EHC                    | Oberliga               | I I I                  | Süd                    | 4. Platz               | OL                     |                        | Viertelfinale          | 1710                   |
| 2013/14                | EHC                    | Oberliga               | I I I                  | Süd                    | 4. Platz               | OL                     |                        | Viertelfinale          | 1677                   |
| 2012/13                | EHC                    | Regionalliga           | I V                    | BYL                    | 2. Platz               | X                      |                        | Meister ↑              | 932                    |
| 2011/12                | EHC                    | Regionalliga           | I V                    | BYL                    | 3. Platz               | X                      |                        | 3. Platz               | 919                    |
| 2010/11                | EHC                    | Regionalliga           | I V                    | BYL                    | 2. Platz               | X                      |                        | 3.                     | 827                    |
| 2009/10                | EHC                    | Regionalliga           | I V                    | BYL                    | 4. Platz               | X                      |                        | 3.                     | 816                    |
| 2008/09                | EHC                    | Landesliga             | V                      | Nord                   | Meister                | BLL                    |                        | Meister ↑              | 789                    |
| 2007/08                | EHC                    | Landesliga             | V                      | Nord                   | Meister                | BLL                    |                        | 3. Platz               | 619                    |
| 2006/07                | EHC                    | Bezirksliga            | V I                    | Nord                   | Meister                | BBzL                   |                        | Meister ↑              | 431                    |

Quellen: passionhockey.com, eishockey-online.com, eishockey-statistiken.de Auf-/Abstieg ↑ ↓

### Erfolge

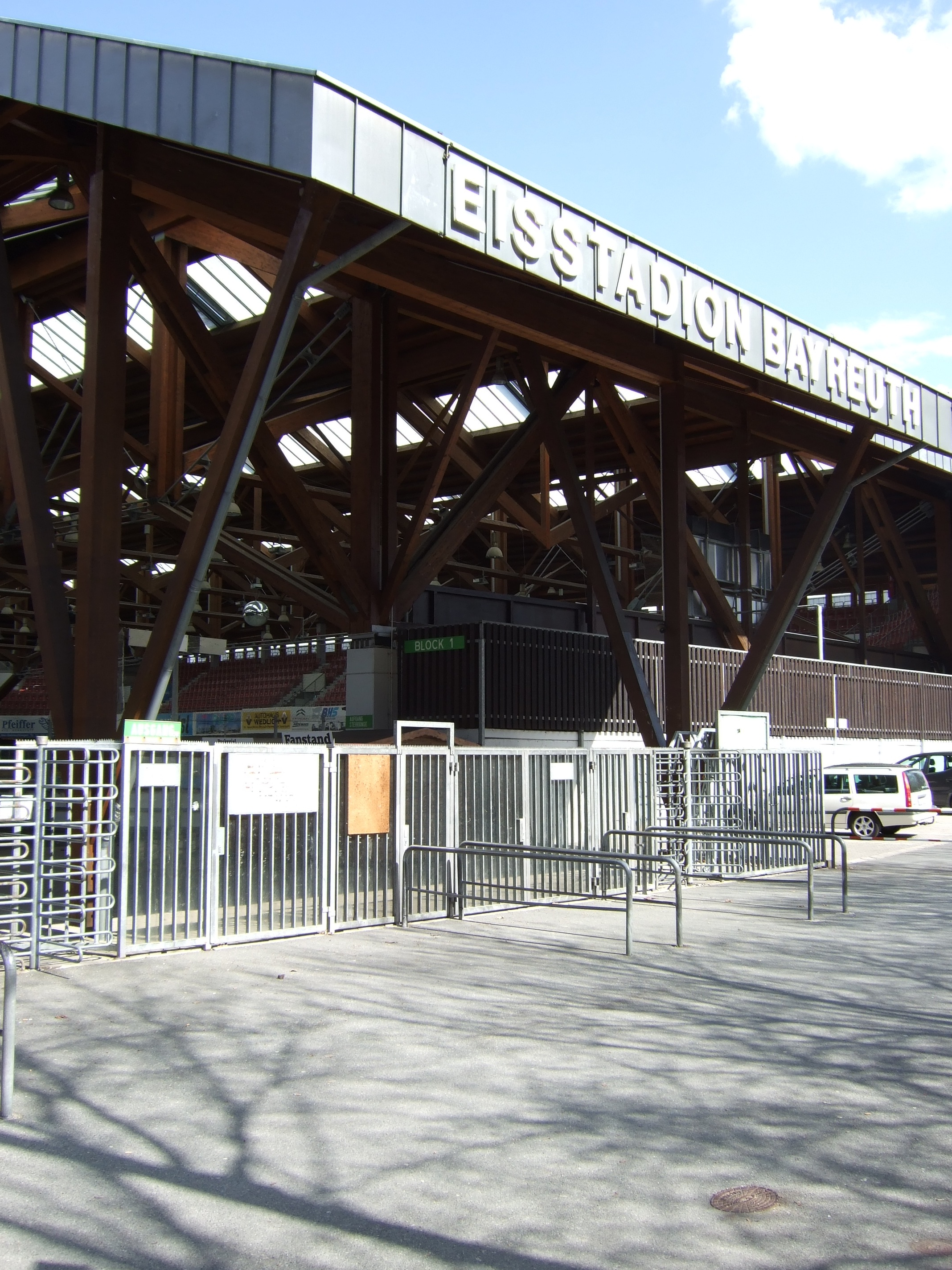
Eisstadion Bayreuth

| - Aufstieg in die 1. Bundesliga 1985 - Vierfacher Deutscher Zweitliga-Meister - Aufstieg in die DEL2 2016 - Vizemeister 2. Bundesliga 1984, Süd 1991 - vierfacher Meister 2. Bundesliga-Süd - Deutscher Oberliga-Meister 1983 - Deutscher Oberliga-Vizemeister 2016 - Meister Oberliga-Süd 1983 - Vizemeister Oberliga-Süd 2016 - Deutscher Regionalliga-Meister 1981 | - Meister Regionalliga-Süd 1981 - Bayerischer Meister (4. Liga) 1997, 2013 - Bayerischer Meister 1980 - Rekordpokalsieger Bayernkrug (IV) - Meister Bayernliga West 1997 - Bayerischer Landesliga-Meister 2009 - Bayerischer Landesliga-Vizemeister 1996 - Vierfacher Meister Bayerische Landesliga-Nord - Bayerischer Bezirksliga-Meister 1995, 2002 - Rekordmeister Bayerische Bezirksliga-Nord (VI) |  |

#### Icehoppers Bayreuth
Von 1988 bis 2002 nahm die Mannschaft der Icehoppers Bayreuth – heute Teil des Bayreuther SC – am Ligenspielbetrieb teil.
In der Saison 1994/95 nahm die Mannschaft als ERC Selb 1b teil, da der ESV Bayreuth ebenfalls an der Bezirksliga teilnahm.

#### EHC Bayreuth 1b
Zwischen 2012/13 und 2015/16 nahm der EHC mit einer 2. Mannschaft am Spielbetrieb teil, die 2012/13 als SG ATS Kulmbach/EHC Bayreuth 1b in der Bezirksliga Nord und später als eigenständige Mannschaft spielte. Nachdem sie als Meister der Bezirksliga Nord 2015/16 in der Landesliga gespielt hatte, wurde die Mannschaft zur Saison 2016/17 nicht mehr gemeldet.

## Spielstätte
Der EHC Bayreuth trägt seine Heimspiele im Städtischen Kunsteisstadion Bayreuth aus. Es hat eine Kapazität von 4.705 Plätzen, wovon 1626 als Sitzplätze ausgewiesen sind. Das Stadion wurde am 22. Dezember 1975 eröffnet und bekam 1981 eine Überdachung.

## Mannschaft

### Bedeutende frühere Mannschaften
Meister der 2. Bundesliga Süd 1985
| Position      | Name |
| Tor:          | Jürgen Arzberger, Udo Döhler, Dietmar Habnitt, Thomas Koch |
| Verteidigung: | Reinhold Degenhart, Anton Doll, Thomas Gilligbauer, Bohumil Moucha, Paul Sommer |
| Sturm:        | Rick Boehm, Klaus Guggemos, Fritz Holzner, Christian Kokoschka, Radomir Kratschmar, Mike Lay, Thomas Müller, Karsten Neumann, Dan Prokop, Klaus Weber, Dieter Willmann, Karl Zurek |

## Trainer
| SV Bayreuth             |           |
| Name                    | Amtszeit  |
| Fritz Schiller          | 1976–1978 |
| Gerhard Schmid          | 1978–1982 |
| Pavel Krivonozka        | 1982–1984 |
| Billy Flynn             | 1984–1985 |
| Tibor Vozar, Mike Daski | 1985–1986 |
| Ulf Sterner             | 1986–1987 |
| Danny Lawson            | 1987–1988 |
| Hans Zach               | 1988–1990 |
| Lorenz Funk             | 1990–1991 |
| Paul Sommer             | 1991–1992 |
| Dr. Richard Pergl       | 1992–1993 |
| Jeff Pyle               | 1993–1994 |

| ESV Bayreuth                  |           |
| Name                          | Amtszeit  |
| Bohuslav Ebermann Paul Sommer | 1999–2000 |
| Rico Rossi                    | 2000–2001 |
| Doug Irwin                    | 2002–2004 |
| Joe West                      | 2004      |
| Stefan Kagerer                | 2004–2005 |

| EHC Bayreuth       |                     |
| Name               | Amtszeit            |
| Marco Zimmermann   | 2006–2007           |
| Markus Weingran    | 2007–2009           |
| John Noob          | 2009–2010           |
| Sergejs Čudinovs   | 2010–2011           |
| Knut Pleger        | 2011                |
| Sergej Waßmiller   | 2012–2018           |
| Petri Kujala       | 2018–Jan. 2022      |
| Robin Farkas       | Jan.–Okt. 2022      |
| Marc Vorderbrüggen | Okt.–Dez. 2022      |
| Rich Chernomaz     | Dez. 2022–Feb. 2024 |
| Larry Suarez       | seit Mai 2024       |